# Far Cry 6
Far Cry 6 é um jogo eletrônico de tiro em primeira pessoa desenvolvido pela Ubisoft Toronto e publicado pela Ubisoft. É o sexto título principal da série Far Cry e foi lançado em 7 de outubro de 2021 para Amazon Luna, Google Stadia, Microsoft Windows, PlayStation 4, PlayStation 5, Xbox One e Xbox Series X/S.
O jogo se passa em uma ilha fictícia do Caribe chamada "Yara", inspirada em Cuba, governada por uma ditadura do "El Presidente" Anton Castillo (dublado e modelado por Giancarlo Esposito), que está criando seu filho Diego (dublado por Anthony Gonzalez), para seguir seu governo. O jogador assume o papel de um guerrilheiro tentando recuperar a ilha para seu povo.
Far Cry 6 foi bem recebido pela crítica, com muitos elogiando a jogabilidade, os visuais, o design do mundo e sua performance, mas com algumas críticas em relação à falta de inovação, questões técnicas e a fórmula de jogo envelhecida.

## Desenvolvimento
A produção de Far Cry 6 esteve em andamento por quatro anos na época de seu anúncio em julho de 2020, com a Ubisoft Toronto sendo o estúdio líder do jogo. O diretor narrativo Navid Khavari disse que começaram a pesquisar revoluções do passado e encontraram a ideia da revolução guerrilheira moderna como a Revolução Cubana, que lhes deu inúmeras ideias de como levar o personagem jogável a lutar contra um governo repressivo. Isso também trouxe de volta a necessidade de dar ao/à protagonista, Dani Rojas, uma voz, em comparação com os jogos recentes da série Far Cry em que o protagonista era silencioso. Khavari disse que "era essencial para nós garantir que o protagonista tivesse um investimento pessoal nessa revolução". Usar Cuba como influência também estabeleceu o retorno ao cenário tropical, característica dos primeiros jogos Far Cry, além de dar ao cenário um aspecto "atemporal" devido aos bloqueios econômicos que haviam sido impostos à ilha, misturando carros antigos com armas modernas. Khavari passou um mês em Cuba, falando aos residentes de lá para ajudar a desenvolver o ambiente.
Em contraste com a controvérsia da mídia sobre a Ubisoft distanciar sua posição de que Far Cry 5 foi feito como uma declaração política, Khavari disse que Far Cry 6 era "político", acrescentando: "Uma história sobre como uma revolução moderna deve ser". Embora o elemento narrativo do jogo seja baseado em histórias de Cuba, Khavari afirmou que o jogo "não quer fazer uma declaração política sobre o que está acontecendo em Cuba especificamente" e não tenta fazer "uma declaração política simplificada e binária especificamente sobre o clima político atual em Cuba". A família de Khavari vivenciou a Revolução Iraniana no final dos anos 1970, eventualmente fugindo para o Canadá e, usando essas experiências, aquelas de Cuba e de outras pesquisas que a Ubisoft havia feito, ele queria que Far Cry 6 tivesse uma história "sobre as condições que levar à ascensão do fascismo em uma nação, os custos do imperialismo, trabalho forçado, a necessidade de eleições livres e justas, direitos LGBTQ+ e muito mais."
A notícia sobre um novo jogo da série Far Cry foi divulgada no início de julho de 2020, quando o ator Giancarlo Esposito mencionou que havia recentemente participado de um "jogo enorme", incluindo trabalho de voz e captura de movimento. Pouco depois disso, rumores sobre a existência de Far Cry 6 surgiram, incluindo telas que mostravam um personagem parecido com Esposito. A Ubisoft afirmou a existência do jogo alguns dias antes do anúncio completo através das redes sociais e revelou totalmente o jogo em 12 de julho de 2020, durante seu evento on-line Ubisoft Forward.
Além disso, Anthony Gonzalez dá voz e fornece o modelo de personagem e captura de movimento para Diego. Esposito e Gonzalez fizeram a captura de movimento e trabalho de voz para o trailer do jogo antes de gravaram qualquer parte da narrativa do título, pois isso deu aos desenvolvedores tempo para criar os modelos de personagem para o jogo em si. Para Esposito, ele estava interessado nas facetas de captura de movimento do papel, já que havia feito algumas para o filme cancelado de Mouse Guard e estava interessado em fazer mais, assim como seu interesse no tipo de personagem que a Ubisoft havia criado para ele. Khavari disse que havia fornecido material de apoio a Esposito para ajudá-lo a se preparar antes de gravar para o jogo e, nessas sessões, ele descobriu que Esposito já havia "feito muitas pesquisas com base no material que enviamos a ele. Ele traz uma empatia incrível para seus personagens, e ele trouxe para Antón aquela mesma empatia que eu não esperava."
Pedro Bromfman compôs a música do jogo.

## Lançamento
Far Cry 6 foi originalmente planejado para ser lançado em 18 de fevereiro de 2021 para Microsoft Windows, PlayStation 4, PlayStation 5, Xbox One, Xbox Series X/S, Stadia e Amazon Luna. Em 29 de outubro de 2020, a Ubisoft anunciou que o lançamento seria adiado devido aos impactos da pandemia de COVID-19. Durante a atualização de lucros trimestrais da Ubisoft em fevereiro de 2021, a empresa anunciou que o jogo seria lançado antes de 30 de setembro de 2021. Como parte de novas revelações de jogabilidade em 28 de maio de 2021, a Ubisoft anunciou a data de lançamento planejada do jogo para 7 de outubro de 2021.
Como parte do passe de temporada do jogo, o conteúdo adicional inclui modos que permitem que o jogador assuma o papel dos antagonistas dos últimos três jogos da franquia: Vaas Montenegro de Far Cry 3, Pagan Min de Far Cry 4 e Joseph Seed de Far Cry 5. Além disso, o passe de temporada inclui uma versão atualizada de Far Cry 3: Blood Dragon.

## Recepção
Far Cry 6 recebeu resenhas "geralmente favoráveis", de acordo com o Metacritic.
Escrevendo para  IGN, Jon Ryan deu ao jogo 8 estrelas (de 10), afirmando: "Far Cry 6 se sobressai de muitos dos solavancos que surgiram nos últimos jogos. Mesmo que falhe em algumas etapas, especialmente com seu novo sistema de inventário, é o melhor que a série tem sido em anos."
Jordan Devore, da Destructoid, deu nota de 7,5 (de 10), dizendo que o jogo era "sólido e definitivamente tinha um público. Pode haver algumas falhas difíceis de ignorar, mas a experiência é divertida."
Rachel Weber, escrevendo para a GamesRadar+, afirmou que  "Far Cry 6 parece um ponto de viragem para a série, destacando que tudo o que experimentamos antes em Far Cry (sistema de armas, liberando postos avançados e pontos de controle, interagindo com a vida selvagem e seu ecossistema, escalando locais) que ainda está lá "[...], mas as pequenas mudanças feitas têm um grande impacto na experiência geral [...]", como nos personagens principais, como 'Dani', que é "agora mais do que apenas alguns olhos que você olha através", como ele/ela (dependendo do gênero que o jogador escolhe no início do jogo) reage ao mundo e também pode ser visto na visão de terceira pessoa durante as cenas do jogo interagindo com outros personagens.
Matthew Gault, da revista Vice, criticou e descreveu o jogo como "falido criativamente e moralmente", acreditando que o Far Cry 6 "parecia uma lista de tarefas exaustivas". Gault afirmou que seu artigo "não é uma resenha" porque "honestamente, eu não posso mais jogar essa merda. Eu simplesmente não consigo fazer isso."
Escrevendo para o site Polygon, Diego Arguello também foi crítico do jogo, afirmando que Far Cry 6 era "um desperdício de potencial", criticando seus estereótipos latino-americanos e sentindo que atrapalhou qualquer tentativa de dizer algo significativo, apesar do tema político aberto do jogo, citando um exemplo "em que você resgata refugiados usando uma arma que toca “Macarena” enquanto você está mirando [com sua arma]".